# Neodiphthera nigroculata
Neodiphthera nigroculata är en fjärilsart som beskrevs av Eugène Louis Bouvier 1928. Neodiphthera nigroculata ingår i släktet Neodiphthera och familjen påfågelsspinnare. Inga underarter finns listade i Catalogue of Life.